# تكوين الهوية
تكوين الهوية، يطلق عليه أيضًا تطوير أو بناء الهوية، هو عملية معقدة يطور فيها البشر رؤية واضحة وفريدة لأنفسهم وهويتهم.
يرتبط مفهوم الذات وتنمية الشخصية والقيم ارتباطًا وثيقًا بتشكيل الهوية.  التفرد أيضًا جزء مهم من تكوين الهوية. الاستمرارية والوحدة الداخلية تشكلان هوية صحية، في حين أن الاضطراب في أي منهما يمكن أن يُنظر إليه على أنه تطور غير طبيعي، يمكن أن تسهم مواقف معينة، مثل صدمة الطفولة، في نمو غير طبيعي. تلعب العوامل المحددة أيضًا دورًا في تكوين الهوية، مثل الجنس والعرق والروحانية.
يشير مفهوم استمرار الشخصية، أو الهوية الشخصية، إلى طرح أسئلة فردية عن أنفسهم تتحدى تصورهم الأصلي، مثل «من أنا؟»  تحدد العملية الأفراد للآخرين وأنفسهم. تشكل العوامل المختلفة الهوية الفعلية للشخص، متضمنةً الشعور بالاستمرارية والشعور بالتفرد عن الآخرين والشعور بالانتماء على أساس عضويتهم في مجموعات مختلفة،  مثل الأسرة والعرق والمهنة. تُظهر هويات المجموعة الحاجة الإنسانية إلى الانتماء أو أن يعرف الناس أنفسهم في عيون الآخرين وأنفسهم.
تتشكل الهويات على مستويات عدة. المستوى الجزئي هو تعريف الذات والعلاقات مع الناس والقضايا من منظور شخصي أو فردي. يتعلق المستوى المتوسط بكيفية النظر إلى الهويات وتشكيلها والتشكيك بها من قبل المجتمعات المباشرة و/أو العائلات. المستوى الكلي هو الروابط بين الأفراد والقضايا من منظور وطني. يربط المستوى العالمي بالأشخاص والقضايا والجماعات على مستوى عالمي. غالبًا ما توصف الهوية بأنها محدودة وتتألف من أجزاء منفصلة ومتميزة «مثل الأسرة والثقافية والشخصية والمهنية».

## نظريات
العديد من نظريات التنمية لها جوانب من تكوين الهوية مدرجة فيها. تتناول نظريتان مباشرةً عملية تكوين الهوية: مراحل التطور النفسي الاجتماعي لإريك إريكسون «على وجه التحديد مرحلة الهوية مقابل ارتباك الدور»، ونظرية حالة الهوية لجيمس مارسيا، ونظريات جيفري أرنيت حول تكوين الهوية في مرحلة البلوغ الناشئة.

### نظرية إريكسون للهوية مقابل ارتباك الدور
تقول نظرية إريكسون أن الناس يمرون بأزمات أو صراعات مختلفة طوال حياتهم في ثماني مراحل. تحدث كل مرحلة في مرحلة معينة من الحياة ويجب حلها بنجاح للتقدم إلى المرحلة التالية. تحدث المرحلة الخاصة ذات الصلة بتشكيل الهوية خلال فترة المراهقة: الهوية مقابل ارتباك الدور. 
تتضمن مرحلة ارتباك الهوية ضد دور المراهقين الذين يحاولون معرفة من هم لأجل تكوين هوية أساسية يعتمدون عليها طوال حياتهم، خاصة فيما يتعلق بالهويات الاجتماعية والمهنية. يسألون أنفسهم الأسئلة الوجودية: «من أنا؟» أو «ماذا يمكنني أن أكون؟» إنهم يواجهون تعقيدات تحديد هوية المرء. صرح إريكسون أن هذه الأزمة يجري حلها من طريق تحقيق الهوية، وهي النقطة التي ينظر فيها الفرد على نطاق واسع في الأهداف والقيم المختلفة، ويقبل بعضها ويرفض بعضها الآخر، ويفهم من هو بوصفه شخصًا فريدًا.  عندما يصل المراهق إلى تحقيق الهوية، يكون مستعدًا للدخول إلى المرحلة التالية من نظرية إريكسون، العلاقة الحميمة مقابل العزلة، حيث سيكوّن صداقات قوية وإحساسًا بالرفقة مع الآخرين.
إذا لم يجر حل أزمة ارتباك الهوية مقابل الدور بنحو إيجابي، سيواجه المراهق ارتباكًا بشأن الخطط المستقبلية، لا سيما دوره في مرحلة البلوغ. يؤدي الفشل في تكوين هوية المرء إلى الفشل في تكوين هوية مشتركة مع الآخرين، مما قد يؤدي إلى عدم الاستقرار في العديد من المجالات بوصفه شخصًا بالغًا. تعد مرحلة تشكيل الهوية في نظرية إريك إريكسون للتطور النفسي والاجتماعي مرحلة حاسمة في الحياة. 

### نظرية حالة الهوية لمارسيا
ابتكر مارسيا مقابلة هيكلية لتصنيف المراهقين إلى واحدة من أربع حالات للهوية. تستخدم الحالات لوصف وتحديد تقدم عملية تكوين هوية المراهق. في نظرية مارسيا، يجري تعريف الهوية عمليًا على أنها ما إذا كان الفرد قد اكتشف بدائل مختلفة وقدم التزامات ثابتة لمهنة ودين وتوجه جنسي ومجموعة من القيم السياسية.
حالات الهوية الأربعة في نظرية جيمس مارسيا هي: 
١- انتشار الهوية (المعروف أيضا باسم ارتباك الدور): نقيض تحقيق الهوية. لم يحل الفرد أزمة هويته بالفشل في الالتزام بأية أهداف أو قيم وإنشاء اتجاه مستقبلي للحياة. تتميز هذه المرحلة عند المراهقين بالتفكير غير المنظم والمماطلة وتجنب المشكلات والأفعال.
٢- تعويق الهوية: يحدث هذا عندما يتوافق المراهقون مع هوية دون استكشاف ما يناسبهم بنحو أفضل. على سبيل المثال، قد يتبع المراهقون قيم وأدوار والديهم أو الأعراف الثقافية. قد يحجزون أيضًا هوية سلبية، أو النقيض المباشر لقيم والديهم أو الأعراف الثقافية.
٣- وقف الهوية: هذا يؤجل تحقيق الهوية من طريق توفير مأوى مؤقت. توفر هذه الحالة فرصًا للاستكشاف، إما على نطاق واسع أو في العمق. تشمل أمثلة الحظر الشائعة في المجتمع الأمريكي الكلية أو الجيش.
٤- تحقيق الهوية: يتم الوصول إلى هذه الحالة عندما يقوم الشخص بحل مشكلات الهوية من طريق الالتزام بالأهداف والمعتقدات والقيم بعد اكتشاف مكثف لمجالات مختلفة.

### نظريات جيفري أرنيت حول تكوين الهوية في مرحلة البلوغ الناشئة
تنص نظرية جيفري أرنيت  على أن تكوين الهوية هو الأبرز في مرحلة البلوغ الناشئة، التي تتكون من سن 18-25. يعتقد أرنيت أن تكوين الهوية يتكون من الانغماس في فرص وإمكانيات الحياة المختلفة لاتخاذ قرارات حياتية مهمة في النهاية. وهو يعتقد أن هذه المرحلة من الحياة تتضمن مجموعة واسعة من الفرص لتشكيل الهوية، وتحديدًا في ثلاثة مجالات مختلفة.
العوالم الثلاثة لاستكشاف الهوية، هي:
١- الحب: في مرحلة البلوغ، يستكشف الأفراد الحب لإيجاد شعور عميق بالعلاقة الحميمة. في أثناء محاولة العثور على الحب، غالبًا ما يستكشف الأفراد هويتهم من طريق التركيز على أسئلة، مثل: «بالنظر إلى نوع الشخص الذي أنا عليه، ما هو نوع الشخص الذي أرغب في أن يكون شريكًا لي في الحياة؟».
٢- العمل: تركزت فرص العمل التي ينخرط فيها الأشخاص الآن حول فكرة أنهم يستعدون للوظائف التي قد تكون لديهم طوال فترة البلوغ. يستكشف الأفراد هويتهم من طريق طرح أسئلة على أنفسهم مثل: «ما نوع العمل الذي أجيده؟» أو «ما نوع العمل الذي أجده مرضيًا على المدى الطويل؟» أو «ما هي فرصتي في الحصول على وظيفة في المجال الذي يبدو أنه يناسبني بنحو أفضل؟».
٣- وجهات نظر العالم: من الشائع لمن هم في مرحلة البلوغ الالتحاق بالكلية. هناك قد يتعرضون لوجهات نظر مختلفة للعالم، مقارنة بتلك التي نشأوا فيها، ويصبحون منفتحين على تغيير وجهات نظرهم السابقة للعالم. الأفراد الذين لا يلتحقون بالكلية يعتقدون أيضًا أنه يجب عليهم تحديد معتقداتهم وقيمهم بوصفهم بالغين.